# La Vie moderne (film, 2000)
Pour les articles homonymes, voir La Vie moderne.
Pour plus de détails, voir Fiche technique et Distribution.
La Vie moderne est un film franco-suisse réalisé par Laurence Ferreira Barbosa en 1999 et sorti en 2000.

## Synopsis
Marguerite, dix-sept ans, coincée entre un père autoritaire et des camarades de classe aveugles, se tourne vers Dieu en ultime rempart. De son côté, Claire veut désespérément un enfant sans y parvenir. Enfin, Jacques, chômeur alcoolique, rencontre la mystérieuse Eva qui lui demande de retrouver une amie disparue.

## Fiche technique
- Réalisation : Laurence Ferreira Barbosa
- Scénario : Laurence Ferreira Barbosa, Yvonne Kerouedan, Bruno Guiblet
- Photographie : Christophe Beaucarne
- Musique : Faton Cahen
- Montage : Yann Dedet
- Décors : Yves Fournier
- Costumes : Nathalie Raoul
- Production : Paulo Branco et Patricia Plattner
  - Production associée : Patricia Plattner
- Société de production : Gémini Films, France - Suisse
- Distribution : Gémini Films, France
- Année de production : 1999
- Genre : drame
- Durée : 123 minutes
- Date de sortie : 1er mars 2000

## Distribution
- Isabelle Huppert : Claire
- Frédéric Pierrot : Jacques
- Lolita Chammah : Marguerite
- Robert Kramer : Andy Hellman
- Juliette Andrea : Eva
- Jean-Pierre Gos : le père de Marguerite
- Aurélien Recoing : Georges
- Christophe Loizillon : l'homme du couple d'amis
- Jacques Spiesser : Désormières
- Nathalie Nell : Annick
- Marc Rioufol : Léon
- Teo Saavedra : Herminio
- Françoise Balibar : la propriétaire
- Jean-Baptiste Montagut : le Beau voisin
- Marie-Amélie Seigner : Pénélope
- Sylvain Maury : L'amie d'Eva
- Thomas Cousseau : le Garçon du grand hôtel